# Сенактенре Ахмосе
Сенактенре Ахмосе (још познат као Тао I Старији) био је фараон Египта из Седамнаесте династије из Горњег Египта у Другом прелазном периоду. Умро је 1558. п. н. е.. Његово име Сенактенре значи „Сталан као Ре."
О том краљу се не зна скоро ништа, осим да је био супруг Тетишери, краљице која се сматра матријархом 17. и 18. династије. Шпекулира се како је његова владавина била прилично кратка (вероватно само 1 годину).